# Kertosono (Jaya Loka)
Kertosono is een bestuurslaag in het regentschap Musi Rawas van de provincie Zuid-Sumatra, Indonesië. Kertosono telt 1371 inwoners (volkstelling 2010).